# Лутало Мугаммад
Лутало Мугаммад  (англ. Lutalo Muhammad, нар. 3 червня 1991) — британський тхеквондист, олімпійський медаліст.

## Виступи на Олімпіадах
| Олімпіада   | Вагова категорія | Місце |
| ----------- | ---------------- | ----- |
| Лондон 2012 | до 80 кг         | 3T    |